# Ватерполо арена (Лондон)
Ватерполо арена (енгл. Water Polo Arena) је монтажна спортска дворана намењена такмичењима у ватерполу током Летњих олимпијских игара 2012. Налази се у југоисточном делу Олимпијског парка у источном делу Лондона (Уједињено Краљевство), непосредно крај пливачког центра.
Капацитет дворане је 5.000 седећих места смештених у оквиру једне трибине, што свим гледаоцима омогућава чист поглед на семафор који се налази на супротној страни трибине. У дворани се налази главни базен дужине 37 м на којем се одигравају утакмице и мањи базен намењен тренинзима. Кров је прекривен сребрном фолијом и одликује га велики пад у једном правцу (са 25 на 6 метара). Занимљиво је и то да је ово уједно и прва дворана изграђена посебно за такмичења у ватерполу у историји Олимпијских игара.
Након игара дворана ће у целости бити размонтирана и уклоњена.